# Mogurnda mosa
Mogurnda mosa är en fiskart som beskrevs av Jenkins, Buston och Allen 2000. Mogurnda mosa ingår i släktet Mogurnda och familjen Eleotridae. Inga underarter finns listade i Catalogue of Life.